# Marina Celistre
Marina Conceição Celistre foi uma voleibolista brasileira que atuou no voleibol gaúcho e mais tarde carioca. Também serviu a Seleção Brasileira conquistando títulos sul-americanos e pan-americanos.

## Carreira
Iniciou sua trajetória no voleibol no Rio Grande do Sul e atuou pela equipe do SOGIPA e mais tarde se transferiu para o Flamengo. Também serviu a Seleção Brasileira Feminina de Voleibol onde foi Bicampeã Pan-Americana 1959 e 1963 e Bicampeã Sul-Americana 1956 e 1961. Em 2007 falece e é cremada em Niteroi, foi conselheira laureada e remida do o Clube de Regatas do Flamengo.

## Títulos e Resultados
Campeonato Mundial de Voleibol Feminino
- 1956-11º Lugar (Rio de Janeiro,  Brasil)[6]